# دي أف أس 346
دي أف أس 346 ( Samolyot 346 ) هي طائرة ألمانية تعمل بالطاقة الصاروخية بدأت في التطور خلال الحرب العالمية الثانية في ألمانيا. تم تصميمها من قبل فيليكس كراخت في Deutsche Forschungsanstalt für Segelflug (DFS)، «المعهد الألماني لطائرات الشراعية». تم إنشاء نموذج أولي ولكنه لم يصل إلى الاكتمال قبل نهاية الحرب. تم نقله إلى الاتحاد السوفياتي حيث تم الانتهاء منه واختباره ونقله. 

## تطوير

### مفهوم
كان مشروعًا موازيًا لطائرة استطلاع عالية الارتفاع دي أف أس 228. تم تصميمه تحت إشراف فيليكس كراخت وفريقه في دي أف أس. في حين أن دي أف أس 228 كانت في الأساس من تصميم طائرة شراعية تقليدية، كان لدى دي أف أس 346 أجنحة شديدة الانزلاق وجسم انسيابي للغاية حيث أمل مصمموها أن يمكنها من كسر حاجز الصوت .

### بناء النموذج الأولي
نظرًا لأنه كان من المقرر أن تكون الطائرة من جميع المعادن، فقد افتقرت دي اف أس إلى التسهيلات اللازمة لبناءها وتم تعيين بناء النموذج الأولي إلى سيبل الموجود في هاله، حيث تم الإستيلاء على أول نماذج نفق الرياح والنموذج الأولي الجزئي من قبل الجيش الأحمر المتقدم.